# Carnegie Mellon University

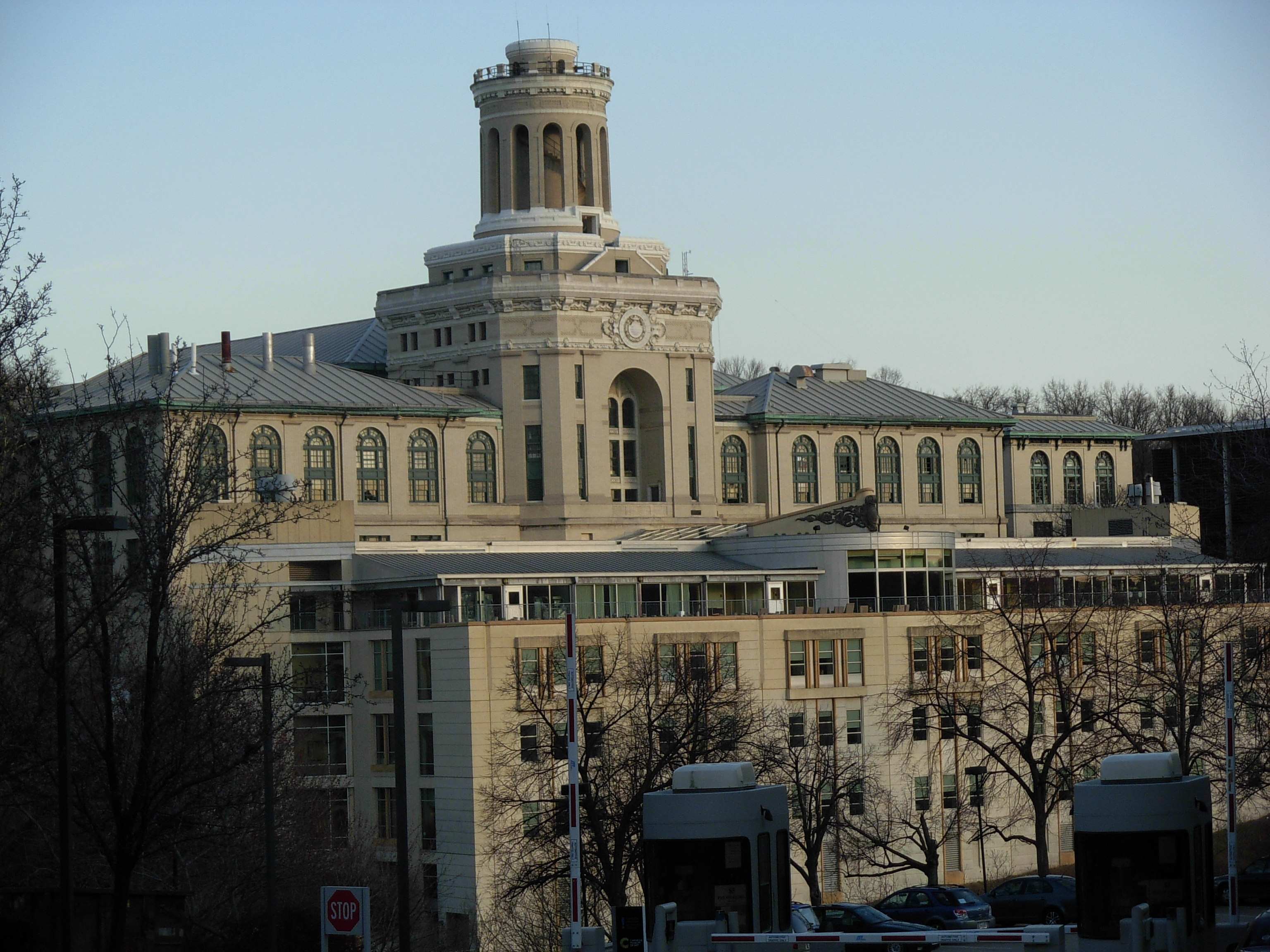
Hamerschlag Hall, CMU.

Carnegie Mellon University (CMU) är ett amerikanskt universitet i Pittsburgh i Pennsylvania. CMU bildades i sin nuvarande form 1967 genom en sammanslagning av Carnegie Institute of Technology (grundat 1900 av skotten Andrew Carnegie) och forskningsinstitutet Mellon Institute. CMU:s campus ligger huvudsakligen i stadsdelen Oakland och gränsar till University of Pittsburghs campus.
Lärosätet rankades på 24:e plats i världen (av totalt ca 20 000 lärosäten) i Times Higher Educations rankning av världens främsta lärosäten 2019. I datorsammanhang är lärosätet bland annat känt för att operativsystemkärnan Mach och grunderna till filsystemen AFS och Coda utvecklats där.
Det var vid CMU som professor Randy Pausch verkade. Strax innan Pausch dog i bukspottskörtelcancer höll han en uppmärksammad föreläsning(en) på temat att förverkliga sina egna och andras drömmar.